# Радзікув-Очкі
Радзікув-Очкі (пол. Radzików-Oczki) — село в Польщі, у гміні Морди Седлецького повіту Мазовецького воєводства.
Населення — 75 осіб (2011).
У 1975-1998 роках село належало до Седлецького воєводства.

## Демографія
Демографічна структура станом на 31 березня 2011 року:
|          | Загалом | Допрацездатний вік | Працездатний вік | Постпрацездатний вік |
| -------- | ------- | ------------------ | ---------------- | -------------------- |
| Чоловіки | 41      | 10                 | 29               | 2                    |
| Жінки    | 34      | 12                 | 16               | 6                    |
| Разом    | 75      | 22                 | 45               | 8                    |